# 乙酰芬太尼
乙酰芬太尼（英語： 或 acetyl fentanyl）是一种含氮有机化合物，化学式C21H26N2O，属于芬太尼的同系物。